# 琼梅属
琼梅属（学名：Meyna）是茜草科下的一个属，为灌木或小乔木植物。该属共有约11种，分布于非洲和热带亚洲。